# Sobór moskiewski (1666–1667)
Sobór moskiewski – sobór Rosyjskiego Kościoła Prawosławnego odbywający się w Moskwie przy udziale cara Aleksego I, przedstawicieli bojarów, prawosławnych patriarchów Aleksandrii i Antiochii oraz delegatów episkopatu wymienionych Kościołów. Jego podstawowym celem było dokonanie oceny reformy liturgicznej patriarchy Nikona oraz osądzenie zachowania samego Nikona, który w 1658 porzucił sprawowanie urzędu patriarchy.
W literaturze bywa określany jako wielki.

## Tło wydarzeń

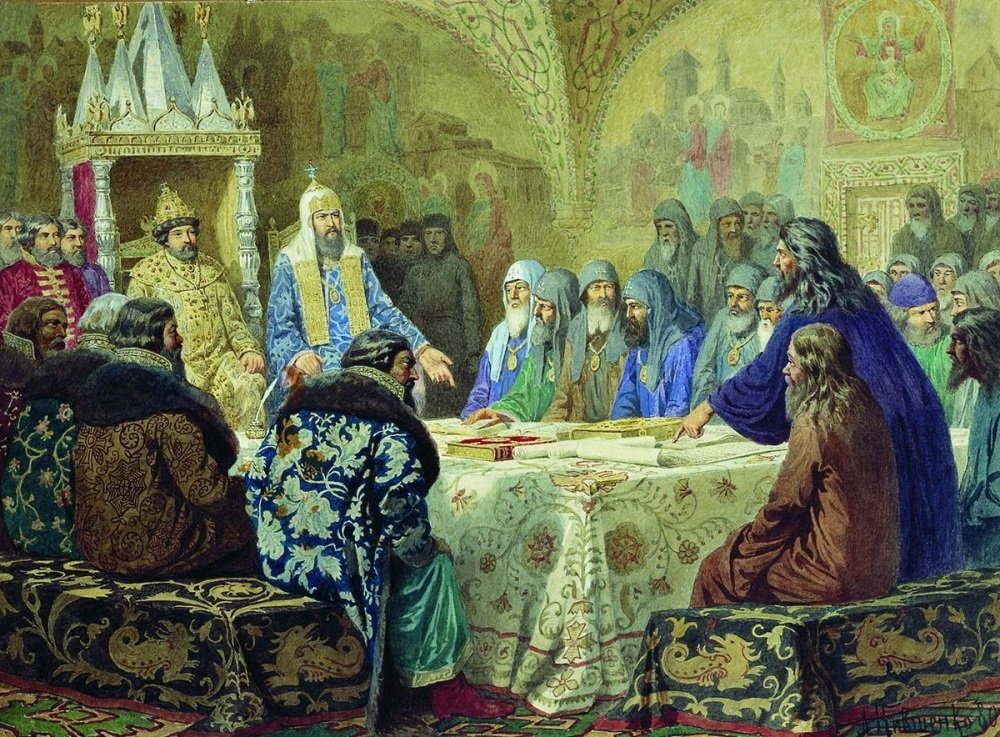
Nikon przedstawia poprawione księgi liturgiczne, obraz Siergieja Miłoradowicza

W 1652 na urząd patriarchy moskiewskiego i całej Rusi został wybrany metropolita nowogrodzki Nikon. Wybór ten dokonany został z poparciem cara Aleksego I. W momencie przystępowania do pełnienia nowych obowiązków Nikon miał już opracowany program reform w Rosyjskim Kościele Prawosławnym, które miały doprowadzić do jego moralnej odnowy i uczynić z Moskwy centrum światowego prawosławia. Najważniejsze zmiany patriarcha zamierzał przeprowadzić w sferze liturgicznej, finalizując podjęte przez swoich poprzedników korekty ksiąg cerkiewnych w celu usunięcia z nich błędów i zniekształceń powstałych w wyniku kilkuwiekowego ręcznego przepisywania tekstów modlitw. Reformy w tym zakresie zostały zatwierdzone przez sobory Rosyjskiego Kościoła Prawosławnego w latach 1654–1658.
Nieoczekiwany opór wobec reformy liturgicznej, którą część duchowieństwa i wiernych odrzuciła, widząc w niej zamach na uświęconą rosyjską tradycję, zniechęcił Nikona do jej kontynuowania. Chociaż utrzymano w mocy klątwy soborów rzucone na zwolenników starych obrzędów, patriarcha de facto pogodził się z równoległym funkcjonowaniem poprawionych tekstów liturgicznych oraz tych sprzed reformy. Równocześnie pogarszały się, początkowo doskonałe, relacje między carem a patriarchą. Spór ten osiągnął apogeum w 1658. W efekcie Nikon demonstracyjnie ogłosił zaprzestanie pełnienia obowiązków patriarchy, bez zrzeczenia się tytułu, opuścił Moskwę i zamieszkał we wzniesionym na swoje polecenie monasterze Nowe Jeruzalem w Istrze. W ciągu kolejnych ośmiu lat Rosyjski Kościół Prawosławny był zarządzany przez tymczasowego administratora – metropolitę krutickiego Pitirima. W 1664 Nikon usiłował powrócić do sprawowania urzędu, jednak car Aleksy I nie życzył sobie tego i zdecydował o zwołaniu soboru, który miał usunąć Nikona i wybrać jego następcę.

## Przebieg soboru

### Sąd nad patriarchą Nikonem

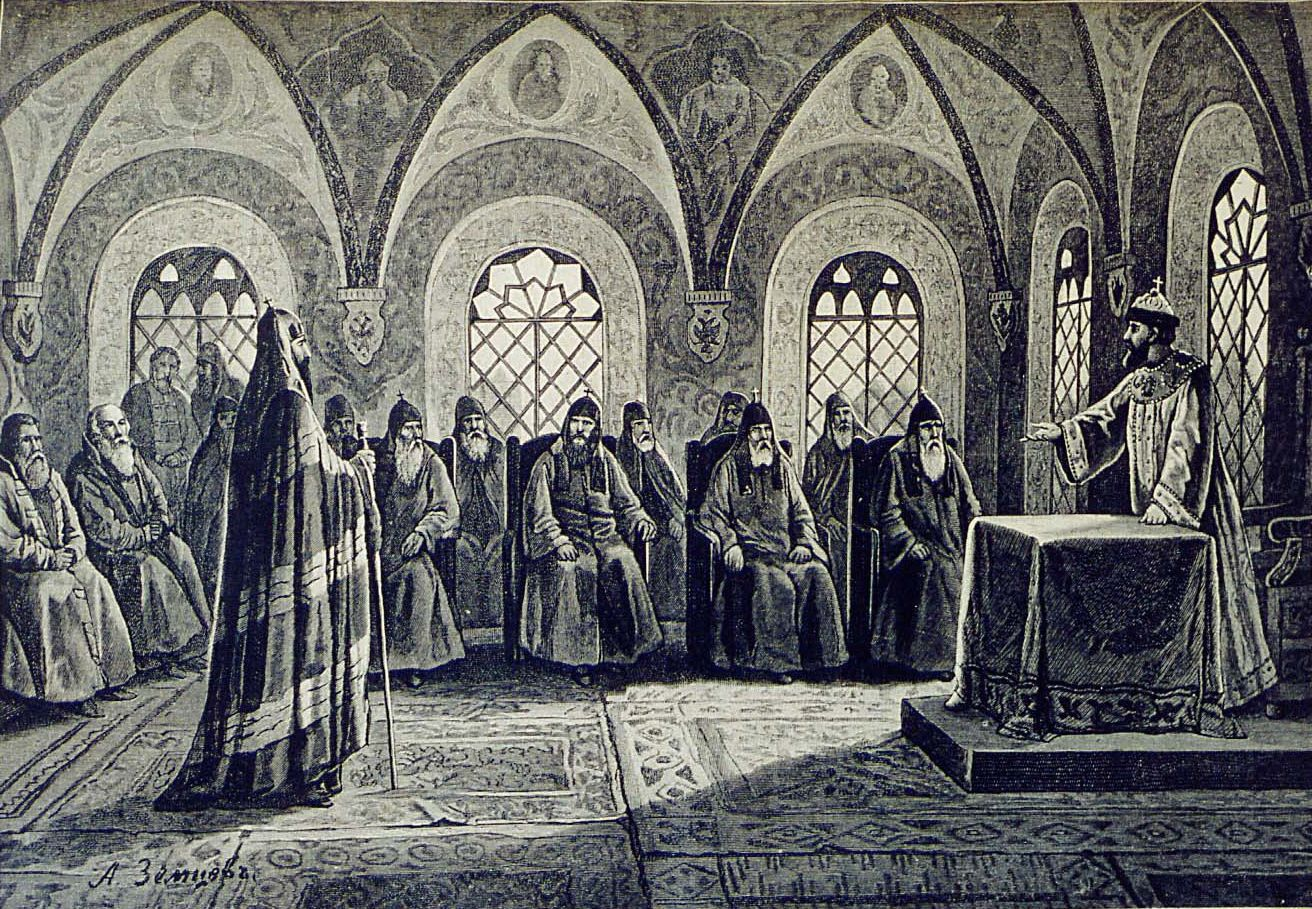
Sąd nad Nikonem, ilustracja z 1892

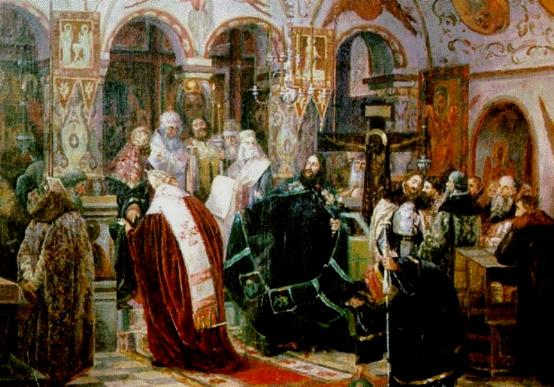
Pozbawienie Nikona szat patriarszych, obraz nieznanego autora

Według prawosławnych kanonów o pozbawieniu urzędu patriarchy może decydować jedynie synod lub sobór biskupów, zaś jego decyzję potwierdzają zwierzchnicy innych kanonicznych Kościołów prawosławnych. W celu przeprowadzenia sądu na Nikonem w sposób możliwie zgodny z prawem kanonicznym Aleksy I sprowadził do Moskwy patriarchów Aleksandrii Paisjusza i Antiochii Makarego III. Dotarli oni do Moskwy 2 listopada 1666 i trzy dni po swoim przyjeździe zostali poinformowani, jakim wynikiem ma skończyć się proces. Informację tę przekazano także biskupom rosyjskim. Wszyscy pogodzili się z decyzją cara.
Sąd nad Nikonem odbył się 1 grudnia 1666. Car osobiście oskarżył Nikona o samowolne zaprzestanie wykonywania obowiązków, a tym samym narażenie Kościoła na niespotykany dotąd zamęt wewnętrzny. Następnie patriarchowie przeprowadzili przesłuchanie obwinionego. Patriarcha moskiewski i całej Rusi zarzucił organizatorom soboru złamanie procedur kanonicznych: sąd nad nim mógł być przeprowadzony tylko przez wszystkich czterech patriarchów, tymczasem zwierzchnicy Kościołów Konstantynopolitańskiego i Jerozolimskiego nie byli obecni w Moskwie. Stwierdził, że niektórzy biskupi rosyjscy nie są wiarygodni jako świadkowie, gdyż sami spiskowali przeciwko niemu. Oskarżył również jednego z obecnych biskupów greckich, metropolitę Gazy Paisjusza, o podszywanie się pod biskupa prawosławnego. W ciągu kilkudniowych przesłuchań głos zabierali głównie Nikon i car. Oskarżenia przeciwko patriarsze moskiewskiemu potwierdziło jedynie kilku biskupów rosyjskich, zaś przedstawiciel bojarów wypowiedział się dopiero na wyraźne życzenie monarchy.
5 grudnia 1666 Nikonowi odczytane zostały zarzuty uznane za udowodnione: odejście z urzędu patriarszego połączone z rzuceniem klątwy, co naraziło na gniew cara, bezpodstawne oskarżenia pod adresem hierarchii rosyjskiej w liście do patriarchy Konstantynopola, obrazę patriarchów przybyłych na sobór oraz pozbawienie urzędu biskupa kołomieńskiego Pawła. Ostateczny wyrok w sprawie Nikona został odczytany 12 grudnia 1666 w kaplicy Monasteru Czudowskiego. Z wymienionych tydzień wcześniej powodów został on pozbawiony godności patriarszej oraz biskupiej i zesłany jako zwykły mnich do Monasteru Terapontowskiego.
Już po zatwierdzeniu wyroku wydanego na Nikona dwóch biskupów rosyjskich – metropolita kruticki Paweł i arcybiskup riazański Hilarion – odmówili podpisania go, twierdząc, że stanowi on niebezpieczny precedens wymuszania przez władzę świecką określonych zmian w Kościele. Po kilkudniowej dyskusji, zdominowanej przez duchownych greckich działających zgodnie z wytycznymi cara, obydwaj duchowni zostali zmuszeni do publicznego odwołania wcześniejszych wątpliwości.

### Ocena reform Nikona
Drugim celem zwołania soboru w zamiarze Aleksego I było potwierdzenie kanoniczności reformy liturgicznej Nikona i potępienie rozwijającego się ruchu staroobrzędowego. Również ten cel został zrealizowany – zebrani na soborze hierarchowie przeanalizowali treść zmian liturgicznych i zatwierdzili większość z nich, oprócz zmiany pierwszego wersu modlitwy Ojcze nasz na Boże nasz oraz zakazu dwukrotnego święcenia wody w święto Jordanu. Staroobrzędowcy zostali obłożeni ekskomuniką. Za jedyne legalne praktyki liturgiczne uznano te, które odbywały się w oparciu o poprawione według greckich wzorów księgi opracowane w czasie sprawowania urzędu przez Nikona. Decyzję w tej sprawie ogłoszono 13 maja 1667.
Rezultatem tak kategorycznej decyzji soboru było ostateczne odłączenie się od Rosyjskiego Kościoła Prawosławnego większości zwolenników starych obrzędów (mniejsza część złożyła akty pokutne i uznała reformę). Wydarzenie to określa się w historiografii mianem rozłamu lub z cerkiewnosłowiańskiego raskołu.

### Wybór nowego patriarchy moskiewskiego i całej Rusi
Aleksy I, w porozumieniu z biskupami rosyjskimi, wskazał jako kandydata na nowego patriarchę moskiewskiego i całej Rusi archimandrytę Joazafa, przełożonego Ławry Troicko-Siergijewskiej. Jego intronizacja odbyła się 10 lutego 1667. W zamierzeniach cara, które zresztą całkowicie się spełniły, Joazaf miał być patriarchą uległym wobec władzy świeckiej, pozbawionym inicjatywy, za to zdolnym do wdrożenia decyzji soboru.

### Inne decyzje
Obrady soboru trwały do czerwca 1667. Po wydaniu decyzji w najważniejszych kwestiach jego uczestnicy zajęli się kwestią majątku kościelnego, ograniczając możliwości jego nabywania. Ograniczono również kompetencje sądów duchownych, które odtąd miały orzekać jedynie w sprawach dotyczących wykroczeń popełnionych przez duchownych; poważniejszymi przestępstwami miały zajmować się sądy świeckie. Otrzymały one ponadto prawo do wydawania wyroków na heretyków. Zabroniono przyjmowania do monasterów lub wyświęcania na kapłanów zbiegłych chłopów – mieli oni być wydawani przez instytucje kościelne swoim właścicielom. Zreorganizowany został podział administracyjny Kościoła – w miejsce dotychczasowych 14 eparchii powstały 34.